# ورزشگاه ملی یویوگی

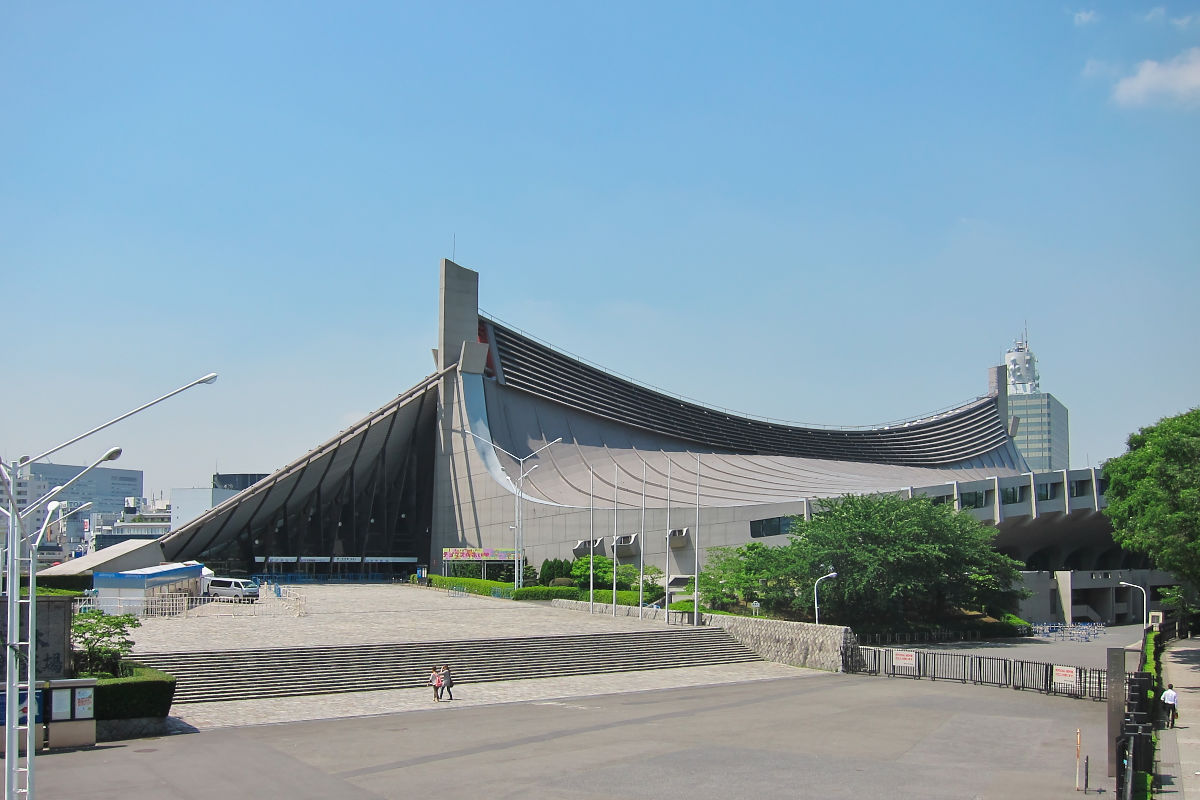
ورزشگاه ملی یویوگی

ورزشگاه ملی یویوگی (به ژاپنی: 国立代々木競技場 Kokuritsu Yoyogi Kyōgi-jō) در منطقهٔ شیبویا و در مجاورت پارک یویوگی در توکیو پایتخت ژاپن واقع شده‌است. این ورزشگاه در سال ۱۹۶۴ میلادی همزمان با بازی‌های المپیک در توکیو آمادهٔ بهره‌برداری شده‌است. سالن اصلی استخر المپیک یویوگی نامیده می‌شود و سالن ورزشی دوم سالن بسکتبال است.

## ایستگاه‌های اطراف
- خط جی آر، خط یامانوته، ایستگاه هاراجوکو

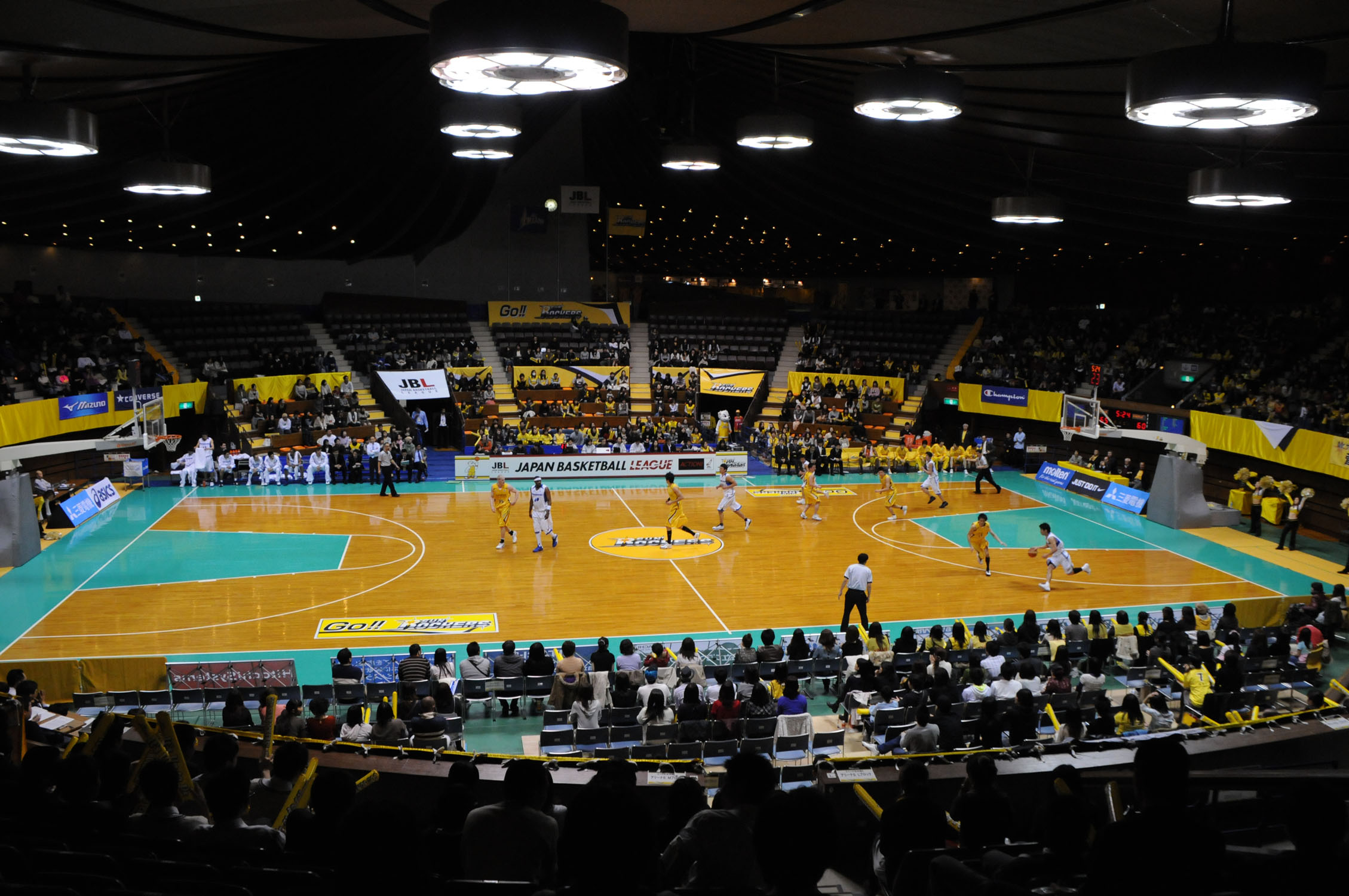
سالن بسکتبال ورزشگاه یویوگی
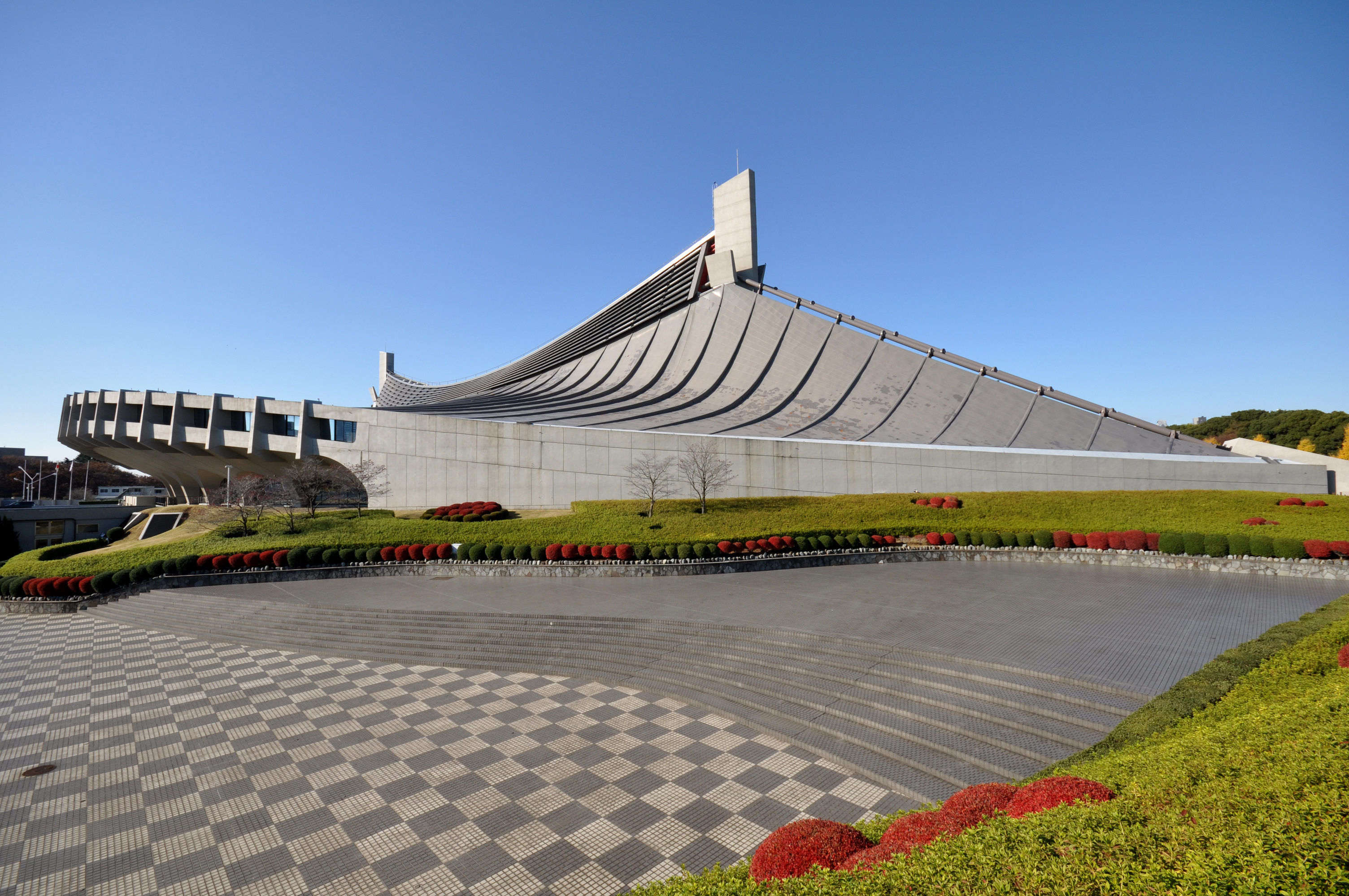
ورزشگاه ملی یویوگی